# Esperos
Esperos: grčka riječ, ime za najsjajniju "zvijezdu" koja se pojavljiva na nebu nakon zalaza Sunca (esperas), za Veneru.
Esperos (grčki:  „Π.Ο.Κ. Έσπερος”)  : športski klub iz grada Kaliteje, (kod Atene), utemeljen 1943. za vrijeme nacističke okupacije Grčke 1941. – 1944. 
Radom je započeo kao nogometni klub i sudjelovao je tijekom drugog svjetskog rata na utakmicama koje je organizirao  „Savez grčkih atleta” (utemeljitelj Gregoris Lambrakis), u cilju prikupljanja novca za javne kuhinje  za stanovništvo koje je gladovalo.
Nakon rata, Esperosova nogometna momčad je igrala u Diviziji 1 trije sezone (1948/49., 1949/50. i 1954/55.) i u Diviziji 2 većinu vremena.
1966. Esperos je bio suosnivačem nogometnog kluba Kallitheje. 
Od 1944. POK Esperos (službeno ime, kratica je za Panathlitikos Omilos Kallitheas, Kalitejski svešportski klub) je također neprekidno sudjelovao u svim muškim državnim odbojkaškim i košarkaškim prvenstvima, sa 7 i 8 nastupa u Diviziji 1, štujući niz.
POK ESPEROS je jedan od utemeljitelja Grčkog košarkaškog saveza, EOK-a,  , Grčkog odbojkaškog saveza, EOΠE,    Arhivirana inačica izvorne stranice od 15. listopada 2016. (Wayback Machine), Grčkog stolnoteniskog saveza, EΦOEΠA,   i također jer članom Grčkog rukomenog saveza, OXE,  .